# Aenictogiton undet
Aenictogiton undet é uma espécie de inseto do gênero Aenictogiton, pertencente à família Formicidae.